# Phragmatobia arlanzona
Phragmatobia arlanzona är en fjärilsart som beskrevs av Agenjo. 1937. Phragmatobia arlanzona ingår i släktet Phragmatobia och familjen björnspinnare. Inga underarter finns listade i Catalogue of Life.